# 長谷正當
長谷 正當（はせ しょうとう、1937年12月26日 - ）は、日本の哲学・宗教学者、京都大学名誉教授。

## 経歴
1937年、富山県生まれ。1960年京都大学文学部哲学科を卒業し、同大学院文学研究科宗教学専攻に進んだ。1965年、同大学院博士課程を満期退学。
1976年、京都大学文学部助教授となった。1988年、学位論文『象徴と想像力』を京都大学に提出して文学博士号を取得。1989年に教授昇進。2000年に京都大学を定年退官し、名誉教授となった。その後は大谷大学教授として教鞭をとり(定年後は客員教授)、2009年に退職した。

## 研究内容・業績
- 当初はベルクソンを研究テーマとし、のち浄土教研究へと展開した。京都大学退官後には浄土思想三部作ともいうべき3冊の著書、『欲望の哲学』（2003年）、『心に映る無限—空のイマージュ化』（2005年）、『浄土とは何か—親鸞の思索と土における超越』を刊行し、その思想の軸は親鸞の浄土思想に移っている。
- ヨーロッパ思想ではフランス・スピリチュアリスムをはじめとするフランス近現代哲学の研究を中心とし、著書『象徴と想像力』（1987年）は、独自のポール・リクール研究を纏めた一冊である。この著は、単なるリクール解釈を超えて、「自由」と「悪の問題」といった著者の実存的問題を展開し、シモーヌ・ヴェイユなどにも多く言及されている。
- 1990年代には新たにエマニュエル・レヴィナスの思想を自らの問題意識から探求した。

## 著書
- 『象徴と想像力』創文社 1987
- 『欲望の哲学：浄土教世界の思索』法藏館 2003
- 『心に映る無限：空のイマージュ化』法藏館 2005
- 『浄土とは何か：親鸞の思索と土における超越』法藏館 2010
- 『本願とは何か：親鸞の捉えた仏教』法蔵館 2015
- 『親鸞の往生と回向の思想：道としての往生と表現としての回向』方丈堂出版 2018

## 共編
- 『認識と超越』稲垣不二麿共編著 北樹出版 1981
- 『現代宗教思想を学ぶ人のために』山本誠作共編 世界思想社 1998
- 『宗教の根源性と現代』全3巻 細谷昌志共編 晃洋書房 2001-02

## 論文
- Cinii

## 参考
- 『京大文学部の100年』